# Grafschaft Dagsburg
Die Grafschaft Dagsburg im heutigen Lothringen mit dem gleichnamigen Hauptort, der heute nach der vogesischen Aussprache Dabo genannt wird, bestand im 11. und 12. Jahrhundert, als die Gegend noch zum Elsass gehörte.

## Grenzen und Ursprung der Grafschaft Dagsburg
Im frühen Mittelalter gehörte das Gebiet zum Oberen Saargau. Die Dagsburger Grafen waren zugleich Grafen des elsässischen Nordgaus. Dann wurden die Grafen von Dagsburg Lehensträger von Teilgebieten der Metzer und Lütticher geistlichen Herrschaften. So konnten sie als Lehensempfänger ihr Hoheitsgebiet und Stammgebiet nach Norden erweitern. Bei den Erbfolgekonflikten im 13. Jahrhundert eroberten die Metzer ihr Land zurück. Bis zum Anfang des 13. Jahrhunderts war die Grafschaft Dagsburg größer als nach dem Eigentumsübergang auf die Leininger. Die Erbfolge von Albert II. von Dagsburg, Gemahl von Gertrud von Baden, brachte Konflikte zwischen allen Erbberechtigten mit sich, unter anderen mit Baden und mit den gefürsteten Bischöfen von Metz und Lüttich.
- Stammgebiet der Grafschaft
  - Oberes Mossigtal im Osten
    - Engenthal
    - Kloster Obersteigen

  - Oberes Saartal
    - Walscheid
    - Abreschviller
    - Voyer
    - Kloster Hesse
    - Kloster Saint-Quirin

  - Oberes Zorntal
    - Dabo
    - Hommert
    - Harreberg
- Lehnsträgerschaft und Burgvogtei
  - Mittleres Saartal und Albetal
    - Sarrebourg (Bistum Metz)
    - Sarralbe (Bistum Metz)

  - Burgen und Festungen
    - Herrenstein (Bistum Metz)
    - Türkstein (Bistum Metz)
    - Moha (Bistum Lüttich)
    - Girbaden mit Land (elsässische Seite)
    - Ringelstein mit Land (elsässische Seite)
    - Bernstein mit Land (elsässische Seite)

## Die Grafschaft unter den Etichonen

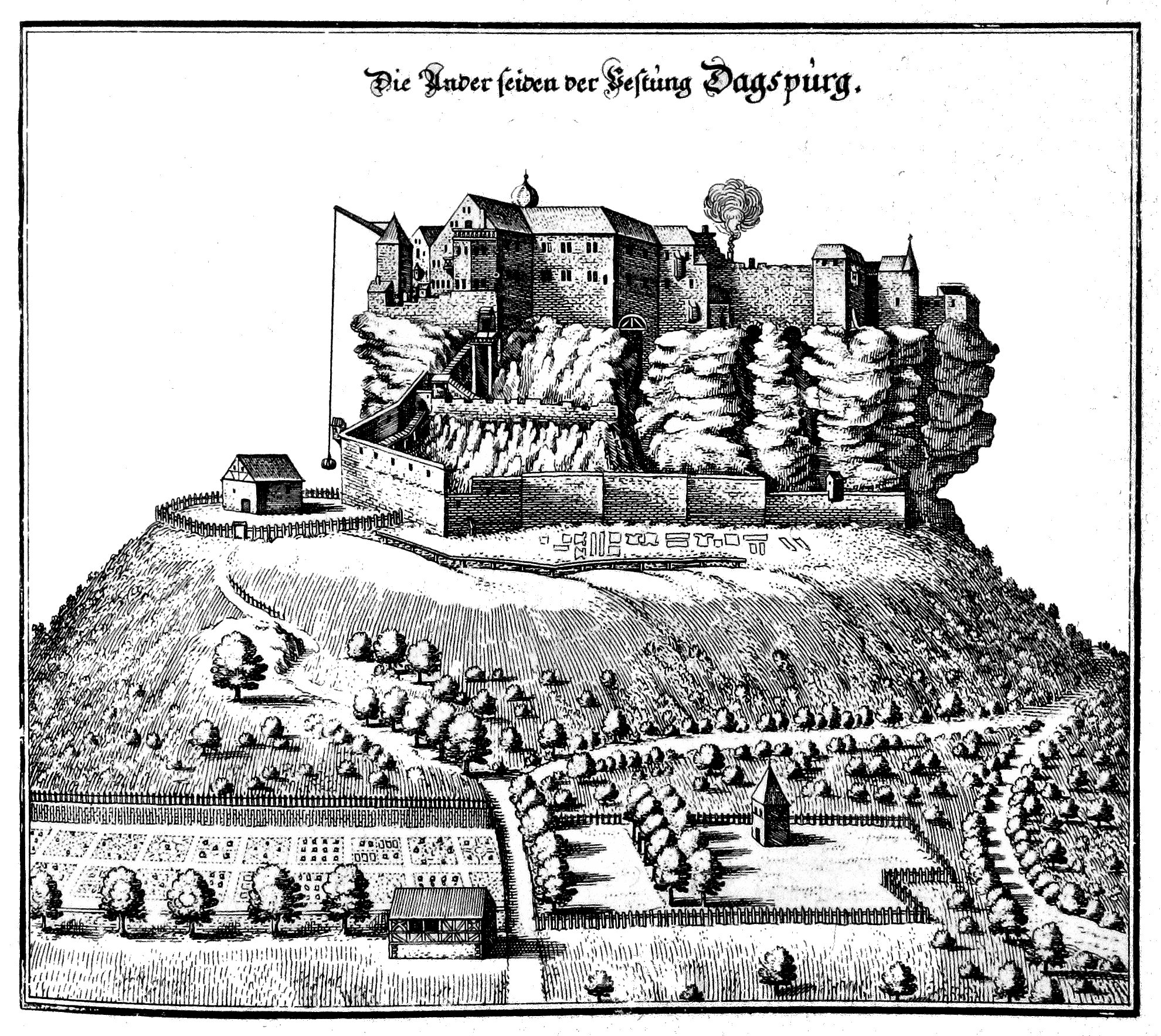
Dagsburg nach Matthäus Merian, in Topographia Alsatiae

Die Stammburg in Dabo, die ältere Dagsburg, kam kurz vor dem Jahr 1000 durch die Ehe von Hugo VI., Graf im Nordgau und Graf zu Egisheim, mit Heilwig von Dagsburg († 1046) an die Etichonen, die um 1150 im Oberelsass eine weitere Dagsburg errichteten. Zum Besitz der Familie, deren männliche Vertreter nun den Titel eines Grafen von Dagsburg und Grafen von Egisheim führten (später kam noch die Grafschaft Metz hinzu), gehörten zahlreiche Güter an der oberen Saar, Moha, heute Wanze, und Waleffe sowie die Vogtei über das Bistum Metz. Die Etichonen starben 1225 aus.
Gertrud von Dagsburg, das letzte Mitglied der Familie, hinterließ elf Burgen (u. a. Girbaden) sowie die Vogtei über neun Klöster. Der um Dagsburg liegende Besitz fiel 1241 an die Leininger. Miterben waren die Zähringer, die ihre Rechte zeitweise dem Bischof von Straßburg überließen, mit dem jedoch um das übrige Land gestritten wurde. Andererseits zog der Bischof von Metz Dagsburg als heimgefallenes Lehen ein, Moha und Waleffe gingen an den Bischof von Lüttich.

### Liste der Grafen von Dagsburg
- Hugo VI., Graf im Nordgau und Graf zu Egisheim, um 1000 ⚭ Heilwig von Dagsburg
  - Bruno von Egisheim-Dagsburg, später Papst Leo IX.
- Hugo VII., Graf von Dagsburg; † 1046/49, Sohn Hugos VI.
- Heinrich I., Graf von Egisheim und Dagsburg; † wohl 1065, Sohn Hugos VII.
- Hugo VIII. von Egisheim, 1074 Graf von Dagsburg; † 1089, Sohn Heinrichs I.
- Albert I. von Egisheim, 1089 Graf von Dagsburg; † 1098, Bruder Hugos VIII.
- Hugo IX., 1103 Graf von Dagsburg, 1130/37 bezeugt, Sohn Alberts I.
- Hugo X., 1137/78 bezeugt, Graf von Dagsburg und Metz, Sohn Hugos IX.
- Albert II., 1175 Graf von Dagsburg; † 1212, Sohn Hugos X. ⚭ Gertrud von Baden
  - Gertrud; † 1225, Tochter Alberts II., ⚭
    - (I) 1215 Theobald I., 1213 Herzog von Lothringen, 1216 Graf von Dagsburg und Metz; † 1217
    - (II) 1217 Theobald IV. von Champagne, König von Navarra, geschieden vor 1223
    - (III) 1224 Simon von Leiningen, 1234 Graf von Dagsburg; † 1234/36 – Nachkommen

## Die Grafschaft unter Leiningen-Dagsburg
Friedrich III. von Leiningen erwarb 1241 die Grafschaft Dagsburg und wurde somit Graf von Leiningen-Dagsburg. 1317 kam es unter den Enkeln Friedrichs III. zur Teilung in die beiden Linien Leiningen-Dagsburg und Leiningen-Hardenburg. Die ältere Linie Dagsburg starb im Jahre 1467 aus. Der Stammsitz der älteren Dagsburger Linie fiel an die Linie Leiningen-Hardenburg, die daraufhin den Namen Leiningen-Dagsburg-Hardenburg annahm, in der Wormser Reichsmatrikel von 1521 Leiningen-Dagsburg-Hardenburg-Apremont genannt. Die aus der Linie Leiningen-Hardenburg hervorgegangene jüngere Familie Leiningen-Dagsburg soll deshalb nicht mit der älteren Dagsburger Linie verwechselt werden. 1466 erwarb die Hardenburger Linie die Herrschaft Apremont in Lothringen.
Um neue Siedler in diese abgelegene ärmliche Gegend zu locken, gewährten die Grafen den Bewohnern in der Verordnung des 16. Juni 1603 Privilegien, welche die Neukömmlinge trotz prekärer Lebensbedingungen und relativer Isolation zum Bleiben im nördlichen Donon-Massiv veranlassen sollten. So ließ der Graf im Jahr 1606 welsche Lothringer und teilweise Kolonisten aus der Auvergne in den romanischsprachigen Teil der Grafschaft kommen (Abreschviller, Hesse, Voyer), während sich deutschsprachige Siedler im zentralen und östlichen Teil des Landes niederlassen konnten (Dabo, Walscheid, Obersteigen).
Am 24. Oktober 1648 wurde das Elsass im Westfälischen Frieden an das französische Königreich abgetreten. Die Grafen von Leiningen-Dagsburg (auf Französisch Linange-Dabo) weigerten sich, dem König Ludwig XIV. zu huldigen, und kämpften folglich gegen dessen Reunionspolitik. Die Auseinandersetzungen fingen 1672 an und endeten mit der Kapitulation der Dagsburger am 13. März 1677. Unter der Besatzung der französischen Truppen wurde die Burg auf ihrem steilen Buntsandsteinfelsen auf Befehl des Kriegsministers de Louvois durch die lokale Bevölkerung Stein um Stein abgebaut. Die Grafen behielten trotz alledem das Steuer- und Fronarbeitsrecht sowie das Recht zu jagen und zu fischen. Anstelle der Burg steht heute eine später errichtete Kapelle, die dem lothringisch-elsässischen Papst Leo IX. aus der Stammfamilie der Egisheim-Dabo gewidmet ist.
Durch den Frieden von Rijswijk im Jahre 1697 kam die stark bewaldete, dünn besiedelte und verarmte Grafschaft an Leiningen-Dagsburg zurück. Doch durch die Abtretung des größten Teils des Elsass an Frankreich wurde dieses Reichsterritorium zu einer Enklave zwischen zwei mächtigeren Staaten, die sein Fortbestehen nicht sehr lange zu dulden vermochten. Im Osten lag nun das französische Königreich, im Westen und Süden befand sich das wieder unabhängig gewordene Herzogtum Lothringen. Im Norden hatte Ludwig XIV. einen schmalen Landstreifen von dem herzoglichen Lothringen, die sogenannte Elsass-Straße, annektiert, um das lothringische Territorium ungehindert und durchgehend auf französischem Hoheitsgebiet durchqueren zu können. Unweit der Dagsburger Grafschaft im Süden jenseits des Col du Donon lag ein anderes zwischen Lothringen und Frankreich eingeschlossenes reichsunmittelbares Territorium, die Grafschaft, später das Fürstentum Salm-Salm. Die Grafen wohnten nie in Dabo, sondern in ihrer Residenz in der Pfalz. In Dabo ließen sie sich von einem Vogt vertreten, bis 1790 von Philippe Rühl.
1793 gehörten die 1779 zu Reichsfürsten erhobenen Leiningen-Dagsburg-Hardenburger mit Besitz im republikanischen Frankreich zu denjenigen Herrschern, die durch den Nationalkonvent enteignet und de facto entmachtet wurden, um ein einheitliches Land ohne Enklaven und Sonderrechte zu schaffen. Die ehemalige Grafschaft Dagsburg und die Herrschaft Rixingen wurden dem Département Meurthe mit Präfektur in Nancy angeschlossen und kamen 1871 zum Bezirk Lothringen, dem heutigen Département Moselle. Der östliche Teil der Grafschaft im oberen Mossig-Tal um die Dörfer Engenthal und Obersteigen wurde dem Département Bas-Rhin angeschlossen, sodass das einst einheitliche Dagsburger Land heutzutage administrativ zwischen zwei verschiedenen Regionen und Départements (jeweils am Sandplatzpass und am Valsberger Pass) geteilt ist. Als Entschädigung für diese territorialen Verluste bekamen die Fürsten zu Leiningen von Napoleon im Vertrag von Lunéville (9. Februar 1801) Kloster Amorbach, Miltenberg und Kloster Mosbach. So sollte die ehemalige Grafschaft von Egisheim-Dagsburg nie zu dem 1803 durch Reichsabschluss gegründeten Fürstentum Leiningen gehören.
Die Grafschaft Dagsburg brachte deutschsprachige bzw. rheinfränkische Bevölkerungsteile in die französische Republik, somit auch deutsche Reichsgeschichte, die durch revolutionäre Politik innerhalb eines Jahrhunderts völlig in Vergessenheit geriet. Dagegen zählt das ehemalige gräfliche Territorium zu den wenigen Regionen Ost-Lothringens, die heute noch die rheinfränkische Mundart pflegen.

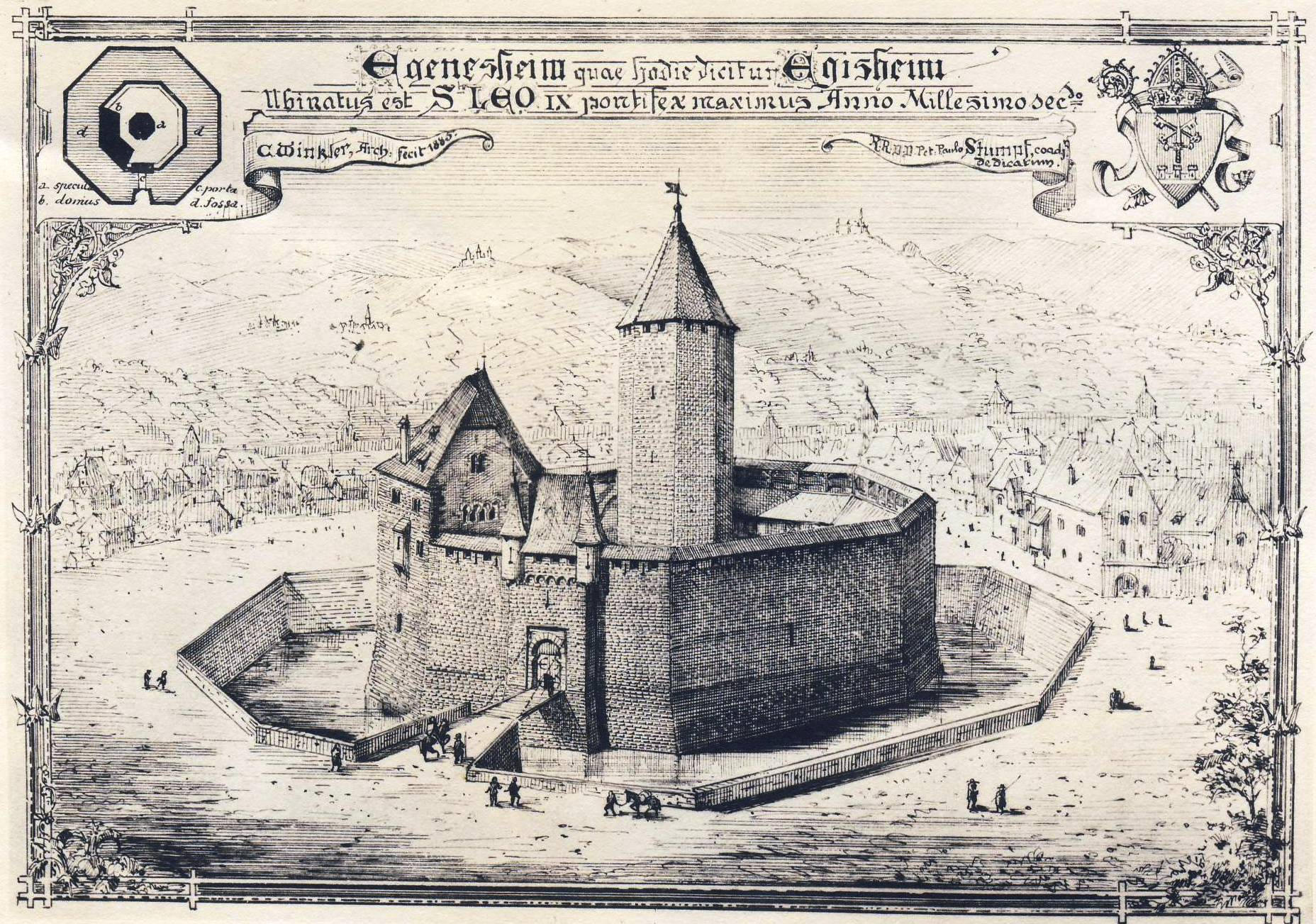
Burg Egisheim (Elsass)
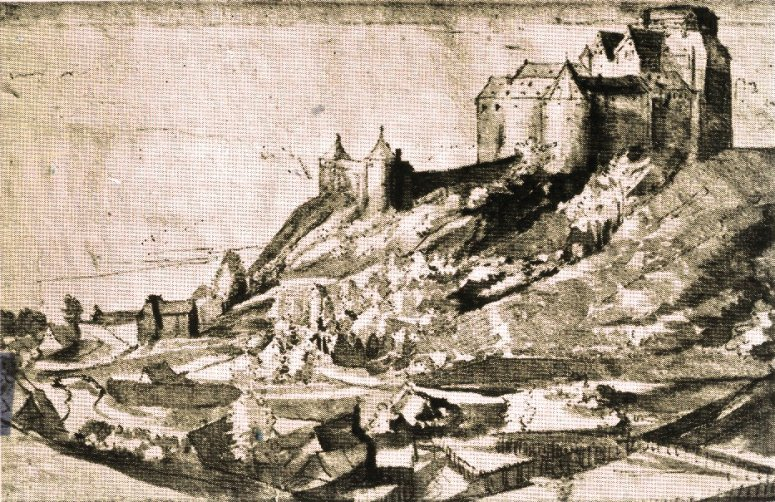
Hardenburg bei Dürkheim um 1580
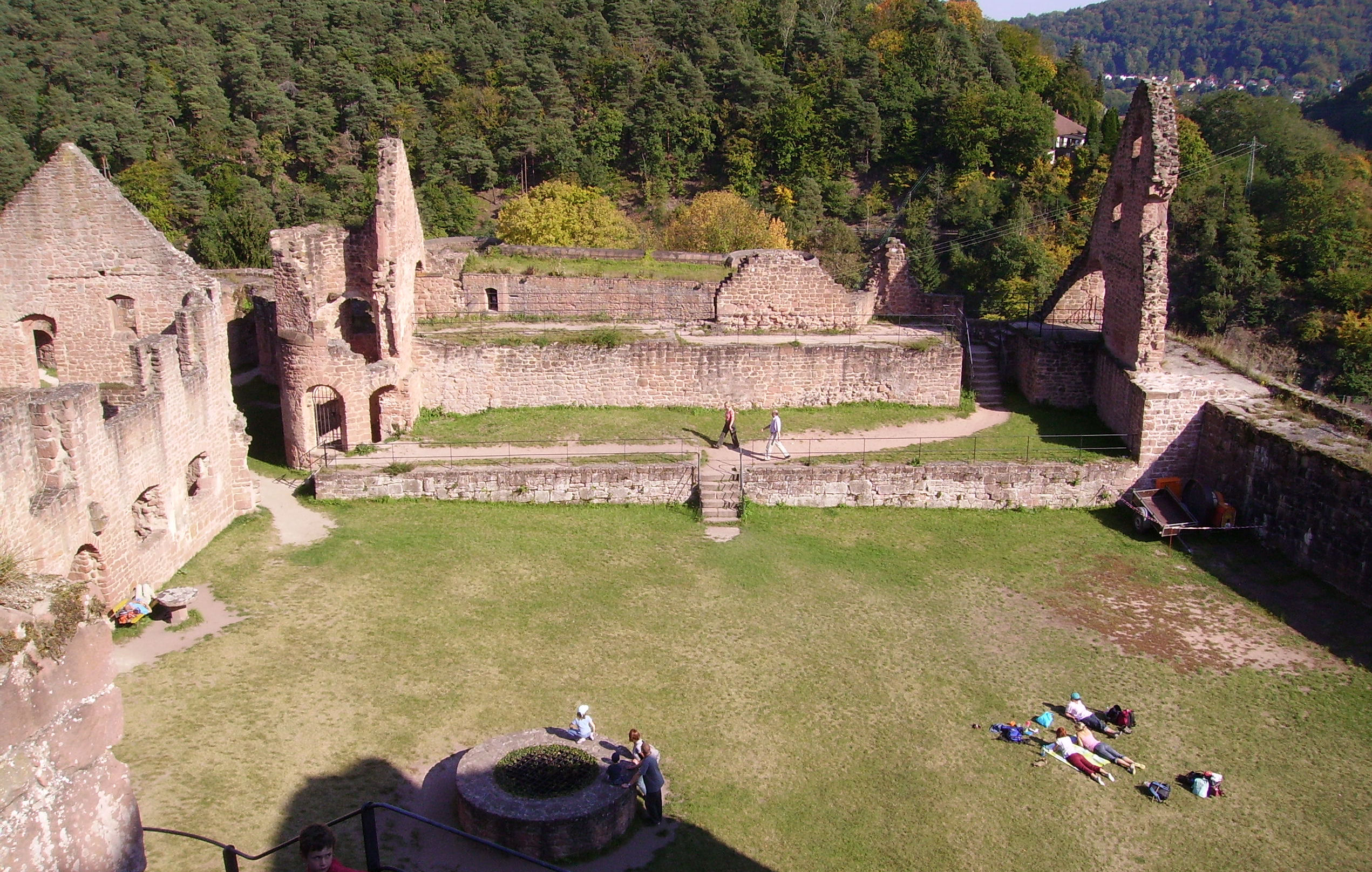
Ruine der Hardenburg
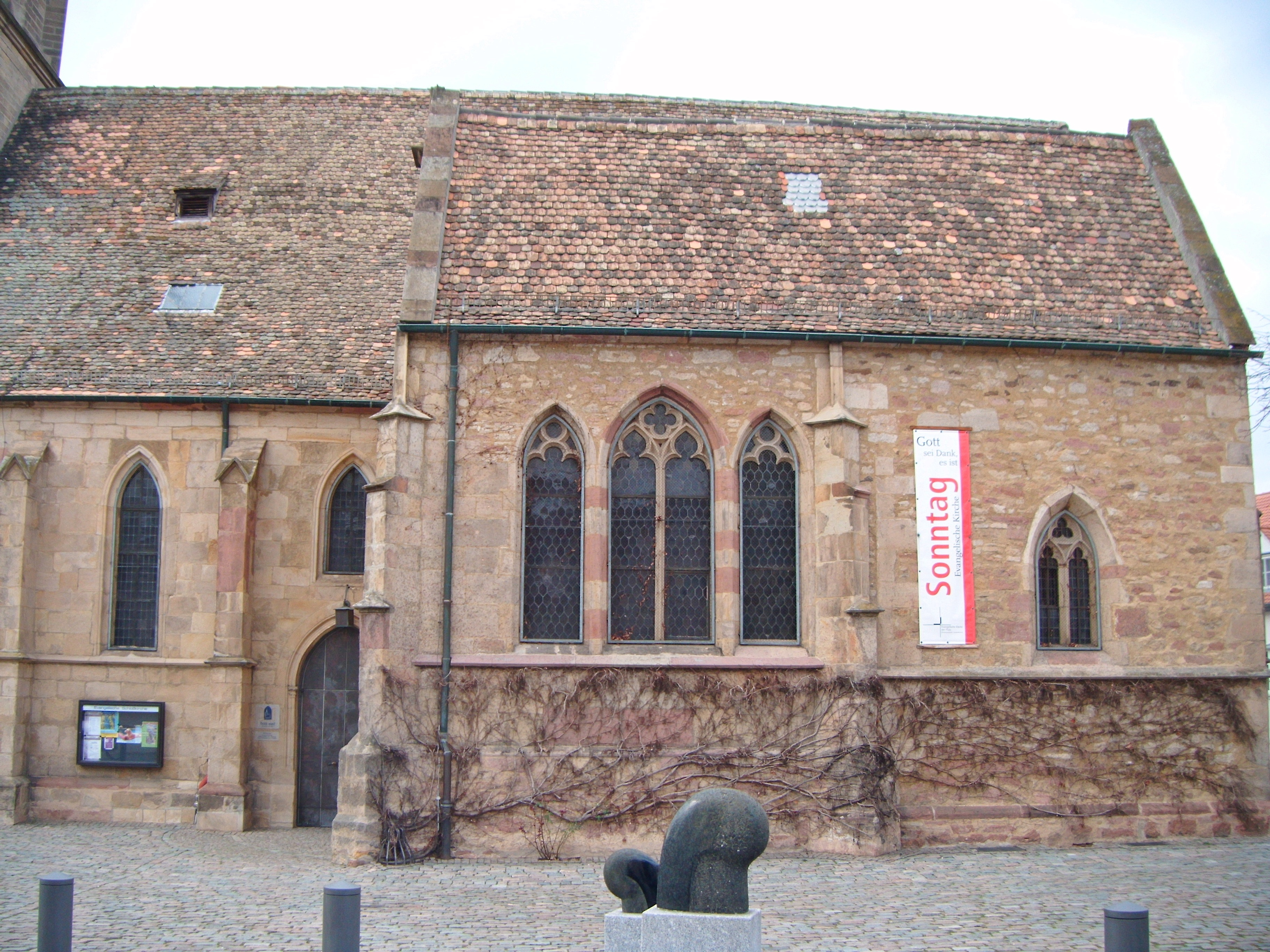
Dürkheimer Grabkapelle der Linie Leiningen-Dagsburg-Hardenburg